# Кононенко Тарас Петрович
Тарас Петрович Кононе́нко (нар. 3 грудня 1964, Київ) — український філософ; доктор філософських наук з 2012 року. Син літературознавця Петра Кононенка.

## Біографія
Народився 3 грудня 1964 року в місті Києві (нині Україна). 1989 року закінчив філософський факультет Київського державного університету імені Тараса Шевченка; у 1992 році — аспірантуру кафедри історії філософії.
З 1992 року у Київському державному університеті імені Тараса Шевченка обіймав посаду асистента кафедри історії філософії, згодом кафедри теорії та історії філософії. 1993 року захистив кандидатську дисертацію на тему «Історико-філософська концепція Володимира Соловйова». З 1998 року — доцент кафедри історії філософії.
Протягом 2004—2012 років обіймав посаду заступника директора з наукової роботи Науково-дослідного інституту українознавства Міністерства освіти і науки України. 2012 року захистив докторську дисертацію на тему «Українознавчі виміри філософської спадщини Григорія Сковороди. Розвиток методології науки».
З 2013 року — доцент кафедри історії філософії Київського національного університету імені Тараса Шевченка; з 2015 року виконує обов'язки завідувача кафедри історії філософії. Читає курси: «Нова філософія XVI—XVIII століть»; «Київська філософська традиція»; спецкурс «Філософія Нового часу: традиції і сучасність».

## Науковий доробок
Наукові дослідження у сфері історії філософії, методології історико-філоського пізнання та гуманітарних наук, українознавства, української філософії, історії, літератури та культури. Автор понад 140 наукових та навчально-методичних публікацій, зокрема:
- Освіта ХХІ століття: філософія родинності (2001, у співавторстві);
- Український етнос: ґенеза і перспективи (2002, у співавторстві);
- Українська освіта у світовому часопросторі (2007, у співавторстві);
- Народно-звичаєві обрії філософії Григорія Сковороди: Вступ до методології українознавства (2008);
- Українознавство ХХІ століття: проблеми методології і шляхи розв'язання // Збірка наукових праць НДІ українознавства. Том 23, (2009, у співавторстві);
- Україносяжне світовідчуття та світорозуміння як філософське джерело творчості та самоідентифікації особистості: Григорій Сковорода, Микола Гоголь, Тарас Шевченко // Збірка наукових праць НДІ українознавства. Том 24 (2009);
- Божественна симфонія Григорія Сковороди: Українознавчі виміри філоської спадщини (2010).

Брав участь в укладанні «Підручника з історії філософії» (Київ, 2002), словника «Історія філософії» (Київ, 2005), підручника «Історія філософії» (Київ, 2007; 2010; Ужгорож, 2010).

## Відзнаки
- Нагрудний знак «Відмінник освіти України» (2005);
- Нагрудний знак «За наукові досягнення» (2007);
- Нагрудний знак «Петро Могила» (2008)[1].